# Мифтахов, Рашид Вагизович
Рашид Вагизович Мифтахов (25 января 1955) — советский и киргизский футболист и футбольный тренер.

## Биография
Воспитанник футбольных секций города Кызыл-Кия и фрунзенского спортинтерната. В советский период выступал в первенстве Киргизкой ССР за «Сельмашевец» (Фрунзе), становился чемпионом республики.
После распада СССР выступал в высшей лиге Кыргызстана за клубы «Спартак (Токмак)», «Шумкар-СКИФ» (Бишкек), «Шахтёр» (Таш-Кумыр), «Семетей» (Кызыл-Кия) и снова за «Шумкар». В 1993 году в составе «Спартака» стал серебряным призёром чемпионата, однако провёл в команде лишь небольшую часть сезона. Всего в высшей лиге сыграл 63 матча и забил 2 гола.
В середине 1990-х годов начал тренерскую работу в клубе «Шахтёр» (Таш-Кумыр). Затем более 10 лет работал в тренерских штабах юношеской, молодёжной и олимпийской сборных Кыргызстана, в том числе в юношеской сборной был главным тренером. В числе его воспитанников — Рауль Джалилов. В 2009 году возглавлял клуб чемпионата Таджикистана «Гвардия» (Душанбе).
С 2010 года работал детским тренером в Казахстане — в школах «Цесна» и «Кайрат» (Алма-Ата) и в СДЮСШ № 8 (Астана). В 2014 году назначен спортивным директором клуба «Астана-1964», по состоянию на 2018 год снова работает в СДЮСШ № 8.